# Hans-Ulrich Grapenthin
Hans-Ulrich Grapenthin est un footballeur est-allemand, né le 2 septembre 1943, à Wolgast. Évoluant au poste de gardien de but, il joue toute sa carrière au FC Carl Zeiss Iéna de 1966 à 1985 avec qui il remporte le championnat de RDA en 1968 et 1970, et remporte trois fois la Coupe de RDA.
Il compte vingt-et-une sélections en équipe nationale et gagne le titre de champion olympique en 1976.

## Biographie
En tant que gardien, il est international est-allemand à 21 reprises (1975-1981) pour aucun but marqué.
Sa première sélection est honorée le 31 juillet 1975, à Ottawa, contre le Canada, qui se solde par une victoire de la RDA (7-1).
Il est champion olympique en 1976, avec la RDA. Il joue un match, en tant que remplaçant, contre la France, en quarts de finale, match se soldant par une victoire de la RDA 4 buts à 0. Il remplace Jürgen Croy à la 80e minute.
Sa dernière sélection est à Leipzig, le 10 octobre 1981, contre la Pologne qui se solde par une défaite (2-3), dans le cadre des éliminatoires de la Coupe du monde 1982. 
Il joue toute sa carrière au FC Carl Zeiss Iéna de 1966 à 1985.
Il est champion de RDA à deux reprises, en 1968 et 1970, et remporte trois fois la Coupe de RDA en 1972, 1974 et 1980. 
Il est élu meilleur footballeur est-allemand de l’année en 1980 et en 1981. 
Il est finaliste en 1981 de la Coupe d'Europe des vainqueurs de coupe de football, battu en finale par le FC Dinamo Tbilissi (1-2). Alors que Carl Zeiss Iéna ouvre la marque à la 63e minute, Hans-Ulrich Grapenthin encaisse deux buts en 20 minutes et perd la finale.

## Clubs
- 1966-1985 :  FC Carl Zeiss Iéna[3]

## Palmarès
- Jeux olympiques
  - Médaille d’or en 1976
- Coupe d'Europe des vainqueurs de coupe de football
  - Finaliste en 1981
- Coupe d'Allemagne de l'Est de football
  - Vainqueur en 1972, 1974 et en 1980
  - Finaliste en 1968
- Championnat de RDA de football
  - Champion en 1968 et en 1970
- Meilleur joueur est-allemand
  - Meilleur footballeur est-allemand en 1980 et en 1981